# Lawrence C. Washington
Lawrence Clinton Washington (* 1951 in Vermont) ist ein US-amerikanischer Mathematiker, der sich mit Zahlentheorie beschäftigt.

## Leben und Werk
Washington studierte an der Johns Hopkins University, wo er 1971 seinen Master-Abschluss machte. 1974 wurde er an der Princeton University bei Kenkichi Iwasawa promoviert (Class numbers and {\displaystyle Z_{p}} extensions, Mathematische Annalen, Band 214, 1975, S. 177). Danach war er Assistant Professor an der Stanford University und ab 1977 an der University of Maryland, wo er 1981 Associate Professor und 1986 Professor wurde. Er war unter anderem Gastwissenschaftler am IHES (1980/81), am Max-Planck-Institut für Mathematik (1984), am Institute for Advanced Study (1996), am MSRI (1986/87), in Perugia, China und Brasilien.
Lawrence schrieb ein Standardwerk über Kreisteilungskörper. Er beschäftigte sich außerdem unter anderem mit p-adischen L-Funktionen, Zahlentheorie elliptischer Kurven und Kryptographie, Iwasawa-Theorie, Cohen-Lenstra Heuristiken. 1980 gab er einen Beweis des Satz des Euklid mit kommutativer Algebra.
In der Iwasawa-Theorie bewies er mit Bruce Ferrero 1979 eine Vermutung von Kenkichi Iwasawa, dass die {\displaystyle \mu }-Invariante der zyklischen {\displaystyle Z_{p}}-Erweiterungen abelscher algebraischer Zahlkörper verschwindet (Satz von Ferrero-Washington).
1979 bis 1981 war er Sloan Research Fellow.

## Schriften
- Introduction to Cyclotomic Fields, Graduate Texts in Mathematics, Springer, 1982, 2. Auflage 1996
- mit Wade Trappe: Introduction to Cryptography and Coding Theory, Prentice-Hall, 2002, 2. Auflage 2005
- Elliptic Curves: Number theory  and cryptography, CRC Press, 2003, 2. Auflage 2008
- Galois Cohomology in Cornell, Silverman, Stevens (Herausgeber): Modular forms and Fermat’s Last Theorem, Springer, 1997